# Antonio Medianero
Antonio Medianero Roldán,  (nacido el 12 de junio de 1970 en Barcelona, Barcelona) es un jugador de baloncesto español. Con 1.91 de estatura, su puesto natural en la cancha era el de alero.				

## Trayectoria
- Cantera C.B. Hospitalet.
- Joventut Badalona. Categorías inferiores.
- 1989-90 RAM Joventu.
- 1990-91 TDK Manresa.
- 1991-92  Unicaja Ronda.
- 1992-93  Unicaja-Mayoral Málaga.
- 1993-95 Breogán Lugo.
- 1995-96 Club Baloncesto Salamanca.
- 1996-97  Club Basquet Inca.
- 1997-98 Segunda División. B.C. Aracena Hospitalet.